# Kalobatip
Els kalobatips (Kalobatippus) són un gènere extint de mamífers perissodàctils de la família dels èquids que visqueren a Nord-amèrica des de l'Oligocè superior i el Miocè inferior, fa entre 18,5 i 24,8 milions d'anys. Se n'han trobat restes fòssils a Califòrnia, Nebraska, Oregon, Texas i Wyoming (Estats Units). Els representants d'aquest grup pesaven entre 75 i 160 kg i tenien els metàpodes llarguíssims. Eren animals brostejadors dotats de dents de corones més altes que en els miohips. El nom genèric Kalobatippus significa ‘cavall xanquer’.